# Гутарски хребет
Гутарският хребет (на руски: Гутарский хребет) е планински хребет, северно разклонение на планината Източни Саяни, разположен в югозападна част на Иркутска област в Русия. Хребетът се простира от юг на север на протежение около 150 km, между долината на река Бирюса (лява съставяща на река Тасеева, ляв приток на Ангара) на изток и долината на левия ѝ приток река Гутара. Максимална височина връх Гутара 2208 m (54°12′10″ с. ш. 97°07′53″ и. д. / 54.202778° с. ш. 97.131389° и. д.), разположена в най-южната му част. На югоизток се свързва с главното било на Източните Саяни, а на север завършва при устието на Гутара в Бирюса. Изграден е от кристалинни шисти, варовици и гранити. Склоновете му са обрасли с тъмна иглолистна тайга.

## Топографска карта
- N-47-А, М 1: 500 000[2]